# Crioprosopus viridipennis
Crioprosopus viridipennis är en skalbaggsart som först beskrevs av Pierre André Latreille 1811.  Crioprosopus viridipennis ingår i släktet Crioprosopus och familjen långhorningar. Inga underarter finns listade i Catalogue of Life.